# Collège-séminaire de Ghazir
Le collège-séminaire de Ghazir était une institution jésuite inter-rituelle de formation pour les candidats au sacerdoce des Églises latine et orientales catholiques du Liban. Fondé en 1843 par des jésuites français il donna naissance à l’université Saint-Joseph de Beyrouth.

## Histoire
En 1843, les jésuites ouvrent à Ghazir, dans un ancien palais des émirs druzes (de la famille des Chehab), un séminaire inter-rituel au service de tous les catholiques du Liban, qu’ils soient latins ou orientaux.  Ce séminaire inter-rituel était souhaité par le Saint-Siège autant que par les quatre Patriarches catholiques orientaux. Il avait pour but de donner aux diverses branches de l’Église catholique le clergé instruit qui leur faisait défaut. Tous les Églises catholiques sans exception s’y engagèrent: des Maronites, des Grecs-Melchites, des Coptes, des Chaldéens, des Syriens et des Latins. 
À ces séminaristes se sont joints des scolastiques de la Compagnie de Jésus expulsés de France. À la suite des expulsions des Jésuites de France, le corps professoral du séminaire de Ghazir augmente rapidement. Ainsi, dès 1847, chaque discipline a désormais son professeur distinct. 
En 1849, un collège secondaire est adjoint au séminaire : les études y suivent le curriculum classique des collèges jésuites. Les élèves de ce collège-séminaire, armés de latin, de grec ancien et des autres parties de l'enseignement secondaire constitueront une solide base à l'université que les Jésuites sont appelés à fonder quelques années plus tard à Beyrouth. En 1860 les collégiens sont au nombre de 120 et les séminaristes sont 80. Tous sont pensionnaires, et même si fort à l’étroit dans cette ancienne résidence peu adaptée aux besoins d’un pensionnat, l’esprit y est excellent et la formation de qualité. 
Le collège-séminaire est transféré à Beyrouth en 1870. Le père Ambroise Monnot est l'architecte de ce transfert. Autorisé à délivrer des titres académiques universitaires le séminaire prend, en octobre 1875, le nom d'Université Saint-Joseph', et ouvre ses portes le mois suivant. En 1881, il est érigé par le Saint-Siège en ‘Université pontificale’, Léon XIII lui ayant conféré le droit de collation des grades en philosophie et théologie. 
En 1953, la section ‘collège’ (études primaires et secondaires) quitte l’université Saint-Joseph et est transférée sur un nouveau campus sur la colline de Jamhour, dans les faubourgs-Est de la ville.<  >   Le collège-séminaire de Ghazir est ainsi l’ancêtre du nouveau Collège Notre-Dame de Jamhour, comme de l’université Saint-Joseph de Beyrouth.

## Personnalités
- Elias Hoyek (1843–1931), Patriarche maronite fut étudiant à Ghazir.
- Gabriel Cardahi (1845-1931), Moine maronite, professeur d'arabe et syriaque à l'Université grégorienne.
- Joseph Emmanuel II. Toma (1852–1947), Patriarche des chaldéens fut étudiant à Ghazir.
- Louis Cheikhô (1859–1927), Théologien jésuite et orientaliste.
- Sainte Rafqa Pietra Choboq Ar-Rayès (1832-1914), fut cuisinière au séminaire.
- Nasrallah Pierre Sfeir (1920-), Patriarche maronite.
- Youakim Moubarac (1924–1995), Prêtre maronite et islamologue.